# Need for Speed: World Online
Need for Speed: World Online a fost un joc gratuit de tipul MMORG (massively multiplayer online racing game - joc de curse online cu un multiplayer masiv), dezvoltat de Black Box și Electronic Arts Singapore pentru PC. A fost lansat în 2010, în Taiwan, iar testele beta au avut loc în octombrie 2009.
Jocul după 4 ani a fost hotarat de catre dezvoltatorii acestuia sa fie inchis la data de 15 iulie 2015.
Dezvoltatorii au afirmat cǎ stilul de joc Need For Speed World Online pune accent pe cursele ilegale de stradǎ, urmǎririle cu poliția și tunningul auto al mașinilor fiind o combinație între Need For Speed Most Wanted și Need For Speed Carbon, având în vedere cǎ modul de navigare se desfǎșoarǎ în repliciile aproape exacte ale orașelor unite Rockport - orașul din Need for Speed: Most Wanted și Palmont - orașul din Need For Speed Carbon.
Need For Speed: World Online are cele mai multe mașini sub licenṭǎ și cele mai multe moduri de joc din toată istoria seriei Need For Speed inclusiv și modul cooperativ în care o echipă de șoferi sunt polițisti și trebuie sǎ îi prindă pe ceilalṭi piloṭi.Pe langa o mare varietate de curse, NFS World oferea la anumite perioade de timp premii constand de exemplu in speedboost sau masini si organiza diverse concursuri, inclusiv pentru personalizarea si tuning-ul masinilor din joc.   
Din 17 iunie 2017, acest joc este menținut online de coumunitate sub numele de SoapBox Race World, prin intermediul unui launcher modificat ce pune la dispoziție accesul la 7 servere neoficiale.     